# 俄國餃子

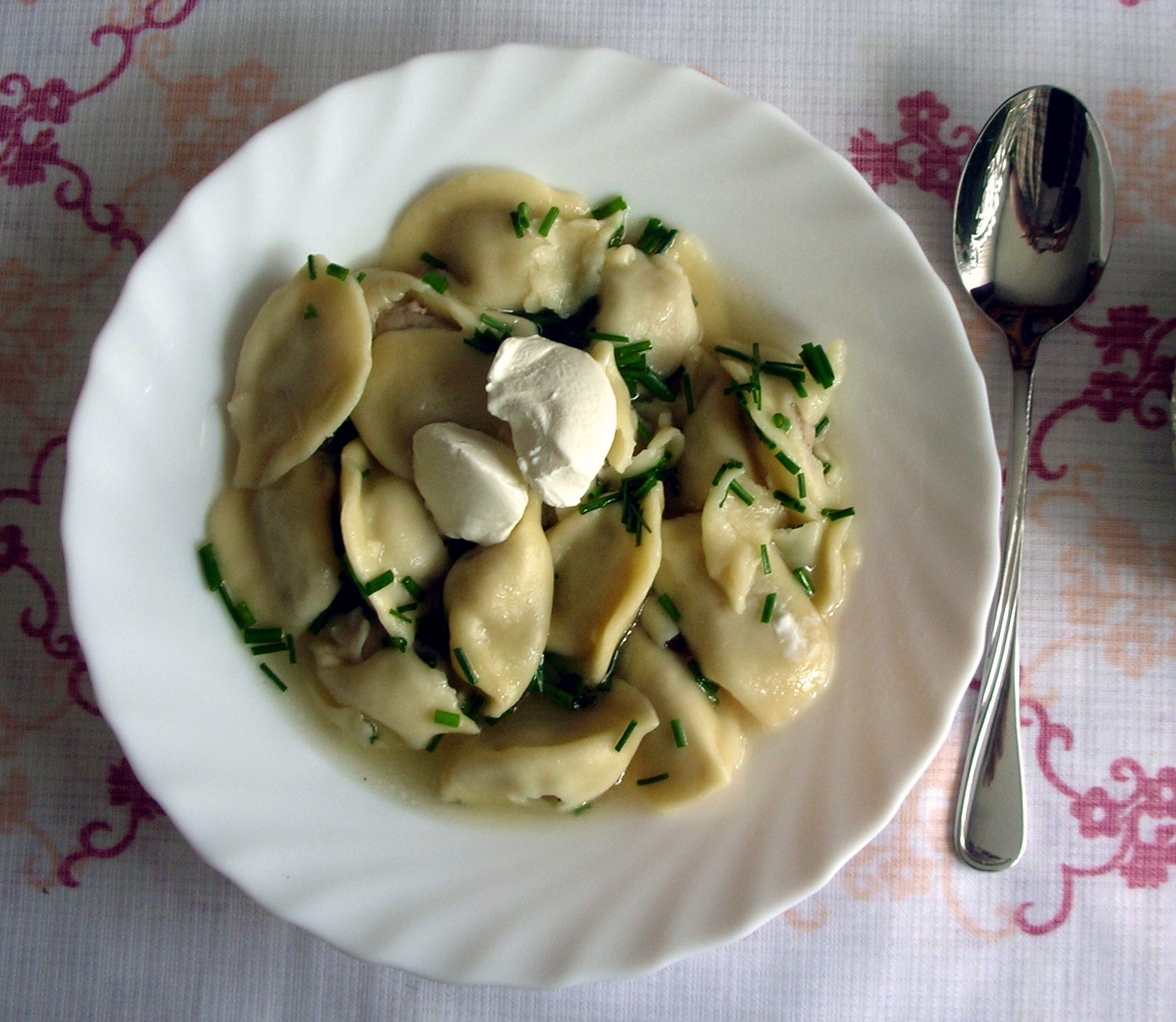
一份加上酸奶油的餃子

俄國餃子，又稱西伯利亞餃子（俄语：пельмень，俄語發音：[pʲɪlʲˈmʲenʲ]，俄語發音：[pʲɪlʲˈmʲenʲɪ]）是一種起源於西伯利亞（一說烏拉爾山脈）的餃子，流行於俄國以及前蘇聯加盟共和國傳至東歐地區。

## 成份
餃子皮類似中國餃子，而直徑約一英吋，是以麵粉、雞蛋和水製成的生麵團製成薄薄的未發酵麵皮；餡料是生的肉類、魚、蘑菇以及蔬菜。以水或湯加上酸奶油煮熟，或再煎成金黃色。有時佐湯食用。另外其特色是使用酸奶調味。

## 參看
- 俄罗斯菜式列表（英语：List of Russian dishes）

## 外部連結
- Pelmeni: Russian dumplings
- Pelmeni (Meat Dumplings) English